# 萊克維尤 (內布拉斯加州)
萊克維尤（英語：Lakeview）是位於美國內布拉斯加州普拉特縣的普查規定居民點。

## 人口
根據2020年美國人口普查的數據，萊克維尤的面積為1.58平方千米，皆為陸地。當地共有人口378人，而人口密度為每平方千米239.24人。